# توصيل خاص
توصيل خاص (هانغل: 특송) هو فيلم أكشن جريمة كوري جنوبي لعام 2022، كتبه وأخرجه بارك داي مين لصالح. بطولة بارك سو دام وسونغ ساي بيوك وكيم إيوي سونغ، يدور الفيلم حول سائقة توصيل بمعدل نجاح 100٪، تبدأ الأمور في الحدوث عندما تتورط في حادث غير متوقع بعدها صعدت طفلة إلى سيارتها. تم عرضه في دور عرض مسرحي في 12 يناير 2022.